# Josep Palomero i Almela
Josep Palomero i Almela (Borriana, 21 de març de 1953) és un lingüista valencià i actual vicepresident de l'Acadèmia Valenciana de la Llengua.
Ha compaginat una carrera política al seu municipi i com a càrrec de Conselleria d'Ensenyament en el govern socialista de la Generalitat Valenciana, amb una tasca en el camp de la literatura. Ha obtingut diversos premis literaris: el Jordi de Sant Jordi de poesia (1980) i l'Eduard Escalante de Teatre (2001) –ambdós dels premis Ciutat de València–, el Tirant lo Blanc de narrativa juvenil (1982), el València de literatura de novel·la (1983), el Premi de la Crítica dels Escriptors Valencians (1994) i el Ciutat d'Alzira de novel·la (1996).

## Obra

### Educació

#### Ensenyament
- Guia didàctica d'Ausiàs March i els altres poetes musicats per Raimon (1985).
- D'Eduard Escalante a Rodolf Sirera. Perspectiva del teatre valencià modern (1995).
- Bengales en la fosca. Antologia de la poesia valenciana del segle xx (1997).
- Accent greu, Llibre de llengua de nivell superior (2000).

#### Temàtica infantil i juvenil
- El pardalet sabut i el rei descregut (1982).[1]
- La font d'en Galceran (1989).[1]
- Vuit contes i mig (1993).[2]
- La torre de la bruixa (2005).

### Recerca

#### Crítica literària
- Jaume Bru i Vidal i Home endins (1999).
- Algunes observacions sobre les paraules de Raimon (2009).
- L'aigua en les cançons de Raimon (2012).
- Memòria de l'exposició Vicent Andrés Estellés, cronista de records i d'esperances (2013).
- La producció literària en valencià de Lluís Guarner (2014).
- Les lletres de les cançons de Raimon (2015).

#### Sobre Borriana
- L'etimologia del nom Borriana (1976).[2]
- Toponímia urbana de Borriana (1980).[2]
- Pell de taronja, mig segle [1890-1940] d'arquitectura a Borriana (1986).[2]
- Antroponímia popular de Borriana: els malnoms (1987).[2]
- La literatura popular a Borriana (1990).[2]
- Els jocs de carrer dels xiquets i xiquetes de Borriana (1995).
- Cançons populars de Borriana (1998).
- Borriana gràfica segle XX (1999).
- Rafel Martí de Viciana, de Joan Rodríguez Condesa (2003).
- Cítric desig (2003).
- Toponímia costanera i lèxic mariner de Borriana (2011).

#### Divulgació
- Columbretes, de Ludwig Salvator (1990).
- Del barco de vapor al ferrocarril a Viajeros franceses por la Valencia del siglo XIX (1994). (castellà)

### Obra poètica
- Una untada de mostaza (1972). (castellà)
- Innocents de pagana decadència (1978).[1]
- Crònica carnal (1980).[1]
- Quaderns de bitàcola (1986).[1]
- La rosa dels vents (1997).[1]

### Obra narrativa
- El col·leccionista de botons (1979).[1]
- El pianista de jazz (1983).[2]
- Ball de màscares (1992).[1]
- Els secrets de Meissen (1994).[1] (traduïda al castellà i adaptada com a minisèrie per la Televisió Espanyola).
- El tatuatge dels apàtrides (1997).[1]
- El secreto de la porcelana (1999).

### Obra teatral
- Zona de lliure trànsit (2001, amb Vicente Muñoz Puelles).[2]

### Altres activitats literàries

#### Adaptacions literàries
- Tirant lo Blanc, de Joanot Martorell (2005).
- Regiment de la cosa pública, de Francesc Eiximenis (2009).
- Les aventures de Tirant lo Blanch (2013).

#### Traduccions
- Caçadors de tigres (1998, Tigre ehizan, d'Aingeru Epaltza).
- El tigre de Tasmània (1999) i El lleopard de les neus (2001), de Vicente Muñoz Puelles.

#### Guions per a sèries de televisió
- Antoni Josep Cavanilles (1994).
- El Marquès del Campo (1994).